# Moeritheriidae
Moeritheriidae je čeleď dávno vyhynulých chobotnatců. Zahrnuje pět zástupců jediného rodu Moeritherium. Tito pravěcí savci žili v období třetihorního eocénu (asi před 37 až 35 miliony let). Byli podstatně menší než současní sloni, na délku měřili kolem tří metrů, na výšku v kohoutku asi 70 cm a vážili kolem 235 kg. Byli podobní tapírům, svým způsobem života a rostlinnou stravou ale připomínají spíše hrochy. 
Zástupci této čeledi nejsou přímými předky současných slonů, jejich nejbližším příbuzným je snad rod Numidotherium nebo čeleď Deinotheriidae a jí příbuzné rody.

## Druhy
- Moeritherium lyonsi Andrews, 1901
- Moeritherium gracile Andrews, 1902
- Moeritherium trigodon Andrews, 1904
- Moeritherium andrewsi Schlosser, 1911
- Moeritherium chehbeurameuri Delmer, 2006[2]